# Litteraturåret 1956

## Händelser
- 13 oktober – Harry Martinsons epos Aniara utkommer och blir en stor succé hos både kritiker och läsare.[1]

### Okänt datum

#### Västtyskland
- Deutscher Jugendliteraturpreis instiftas och Astrid Lindgren belönas för Mio, min Mio.

#### USA
- Vid ett par tillfällen bränns flera ton böcker av Wilhelm Reich i New York under överinseende av U.S. Food and Drug Administration. Bland titlarna finns The Sexual Revolution, Character Analysis och The Mass Psychology of Fascism.[2]
- Den långa dikten Howl i Allen Ginsbergs debutsamling Howl and Other Poems orsakar en statlig konfiskering av bokens första upplaga och ett åtal för sedlighetsbrott mot förläggaren Lawrence Ferlinghetti.

## Priser och utmärkelser
- Nobelpriset – Juan Ramón Jiménez, Spanien[3]
- ABF:s litteratur- & konststipendium – Erik Jonsson
- Bellmanpriset – Rabbe Enckell
- BMF-plaketten – Sara Lidman för Hjortronlandet
- De Nios Stora Pris – Bo Bergman, Walter Ljungquist, Stina Aronson
- Doblougska priset – Bertil Malmberg, Sverige och Emil Boyson, Norge
- Eckersteinska litteraturpriset – Anna Greta Wide
- Kungliga priset – Lars Hanson
- Landsbygdens författarstipendium – Sara Lidman, Ragnar Oldberg och Per Olof Ekström
- Litteraturfrämjandets stora pris – Eyvind Johnson
- Stig Carlson-priset – Tomas Tranströmer
- Svenska Akademiens översättarpris – Elsa Thulin
- Svenska Dagbladets litteraturpris – Walter Ljungquist
- Tidningen Vi:s litteraturpris – Erik Jonsson
- Övralidspriset – Carl Fehrman

## Nya böcker

### A – G
- Aniara av Harry Martinson[4]
- Att bli och vara av Jan Myrdal
- Barnen på Bråkmakargatan av Astrid Lindgren[5]
- Broar av Anna Greta Wide
- Bönsöndag av Folke Fridell
- Den sista striden av C.S. Lewis
- Dikter under träden av Werner Aspenström
- Dit du icke vill av Ulla Isaksson
- Dubbelkrut (och hans pirater) eller det ödesdigra djungelkriget av Birger Vikström
- Dubbelstjärna av Robert A. Heinlein
- Die Dämonen av Heimito von Doderer
- Död mans fåfänga av Agatha Christie
- Döden spelar falskt av Ian Fleming
- Eva möter Noriko-San av Astrid Lindgren[6]
- Flyttfåglarna av Jan Fridegård
- From och Hård av Jan Fridegård

### H – N
- Howl and Other Poems av Allen Ginsberg
- Journalisten av Ivar Lo-Johansson
- Justine eller dygdens besvärligheter av markis de Sade
- Kvinnorna på Kummelsjö av Moa Martinson
- Lufthav av Elsa Grave
- Munspel under molnen av Maria Wine
- Narr på nocken av Stieg Trenter[7]
- Nils-Karlsson Pyssling flyttar in av Astrid Lindgren[6]
- Nybyggarna av Vilhelm Moberg[7]

### O – U
- Paula av Walter Ljungquist
- Rasmus på luffen av Astrid Lindgren[8]
- Saltet och Helichrysus av Vilhelm Ekelund
- Senilia av Lars Gyllensten
- Sibyllan av Pär Lagerkvist
- Teskedsgumman av Alf Prøysen

### V – Ö
- Vindingevals av Artur Lundkvist

## Födda
- 9 februari – Agneta Lagercrantz, svensk författare.
- 1 april – Unni Drougge, svensk författare, krönikör och journalist.
- 5 april – Anthony Horowitz, engelsk författare och manusförfattare.
- 19 maj – Kristian Petri, svensk regissör, manusförfattare, författare och kulturjournalist.
- 9 juni – Patricia Cornwell, amerikansk författare.
- 29 juni – Johan Svedjedal, svensk författare och litteraturvetare.
- 6 juli – Gunilla Linn Persson, svensk författare.
- 14 juli – Inger Edelfeldt, svensk författare.
- 21 september – Tove Klackenberg, svensk författare.
- 21 oktober – Carrie Fisher, amerikansk skådespelare och författare.
- 26 november – Marie Hermanson, svensk författare, reporter och frilansjournalist.
- 19 december – Jens Fink-Jensen, dansk författare, poet, fotograf och kompositör.
- okänt datum – Olle Johansson, svensk författare.

## Avlidna
- 31 januari – A.A. Milne, 74, brittisk författare.
- 2 februari – Axel Frische, 78, dansk teaterledare, dramatiker och författare.
- 18 maj – Martha Rydell-Lindström, 78, svensk författare, journalist och konstnär.
- 23 juni – Michael Arlen, 60, brittisk författare.
- 27 juni – Tyyni Schulman, 61, finländsk författare och journalist.
- 1 augusti – Ragnar Ring, 74, svensk regissör, manusförfattare och romanförfattare.
- 14 augusti – Bertolt Brecht, 58, tysk poet och dramatiker.
- 13 oktober – Olle Strandberg, 45, svensk journalist, författare och litteraturvetare.
- 9 november – Aino Kallas, 78, finländsk författare.
- 24 november – Stina Aronson, 63, svensk författare, dramatiker och poet.

## Bokförsäljning
Tabellerna nedan visar bokförsäljning 1955–1956 enligt När Var Hur.
| Författare              | Förlag                  | Upplaga | Bok                            |
| ----------------------- | ----------------------- | ------- | ------------------------------ |
| Väinö Linna             | W&W                     | 100000  | Okänd soldat                   |
| Sara Lidman             | Bonniers                | 47000   | Hjortronlandet                 |
| Vilhelm Moberg          | FIB                     | 40000   | Därför är jag republikan       |
| Stieg Trenter           | Bonniers                | 38000   | Tiga är silver                 |
| Cello                   | Gebers                  | 37000   | Förlåt en yngling              |
| Sven Edvin Salje        | LT                      | 32000   | Den söker icke sitt            |
| Maria Lang              | Norstedts               | 31000   | Se döden på dig väntar         |
| Olle Hedberg            | Norstedts               | 30000   | Dockan dansar, klockan slår    |
| Hans Ulrich Horster     | B. Wahlströms bokförlag | 30000   | Barn 312                       |
| Kar de Mumma            | W&W                     | 30000   | Det skall vara ett hjärta i år |
| Torsten Nothin          | W&W                     | 30000   | Från Branting till Erlander    |
| Frans G. Bengtsson      | Norstedts               | 26000   | Folk som sjöng                 |
| Catherine Gaskin        | Lindqvists förlag       | 25000   | Sara Dane                      |
| Alice Lyttkens          | Bonniers                | 24000   | Herdinnelek                    |
| Fritiof Nilsson Piraten | Bonniers                | 22000   | Vänner emellan                 |
| Graham Greene           | Norstedts               | 20000   | Den stillsamme amerikanen      |
| Margit Söderholm        | W&W                     | 18000   | Moln över Hellesta             |
| Stig Dagerman           | Norstedts               | 16000   | Vårt behov av tröst            |
| Han Suyin               | Norstedts               | 15000   | ...och regnet min dryck        |
| Einar Wallquist         | Bonniers                | 15000   | Blott en dag                   |

| Billighetsutgåvor av nya böcker | Billighetsutgåvor av nya böcker | Billighetsutgåvor av nya böcker | Billighetsutgåvor av nya böcker |
| Författare                      | Förlag                          | Upplaga                         | Bok                             |
| ------------------------------- | ------------------------------- | ------------------------------- | ------------------------------- |
| Caryl Chessman                  | Bonniers folkbibliotek          | 125000                          | Genom skärselden                |
| John Bainbridge                 | Bonniers folkbibliotek          | 80000                           | Garbo                           |
| Tenzing Norgay                  | Bonniers folkbibliotek          | 68000                           | Son av Mount Everest            |
| Morton Thompson                 | Bonniers folkbibliotek          | 60000                           | Ej såsom en främling            |
| Knut Haukelid                   | FiB                             | 40000                           | Sabotörer i frihetskamp         |
| José Eustasio Rivera            | FiB                             | 30000                           | Försvunna i djungeln            |
| John Glaever                    | FiB                             | 24000                           | Med hundspann och fångstfartyg  |
| Jorge Amado                     | FiB                             | 23000                           | Kärlek och död vid havet        |
| Rómulo Gallegos                 | FiB                             | 22000                           | Den onda anden                  |
| Alfredo Varela                  | FiB                             | 21000                           | Den mörka floden                |
| Miguel Angel Asturias           | FiB                             | 20000                           | Presidenten                     |

### Fotnoter
1. ↑  Martinson, Harry; Wrede, Johan (1997). Aniara. Bonnier. sid. 228-230
2. ↑  The books have been burning cvc.ca
3. ↑  ”Nobelpriset i litteratur”. https://www.nobelprize.org/prizes/lists/all-nobel-prizes-in-literature/. Läst 20 mars 2011.
4. ↑  Sverige 1900-talet – 1956, NE, Bra Böcker, 2000
5. ↑  ”Barnen på Bråkmakargatan” (på engelska). Worldcat. 20 maj 1956. http://www.worldcat.org/title/barnen-pa-brakmakargatan/oclc/17667037&referer=brief_results. Läst 26 juni 2014.
6. 1 2  ”Astrid Lindgren”. http://www.astridlindgren.se/verken/bocker/bilderbocker. Läst 21 mars 2011.
7. 1 2  Gradvall, Nordström, Nordström, Rabe, Jan, Björn, Ulf, Anina. Tusen svenska klassiker. Norstedts Förlagsgrup. Läst 12
8. ↑  ”Astrid Lindgren”. http://www.astridlindgren.se/verken/bocker/textbocker. Läst 21 mars 2011.
9. ↑  När Var Hur 1957, sidan 403.